# Distrito electoral federal 4 de Morelos
El IV Distrito Electoral Federal de Morelos es uno de los 300 distritos electorales en los que se encuentra dividido el territorio de México para la elección de diputados federales y uno de los 5 en los que se divide el estado de Morelos. Su cabecera es la ciudad de Jojutla.
El Cuarto Distrito de Morelos se encuentra en la zona centro y suroeste del territorio estatal. Desde el proceso de distritación de 2022 lo conforman 13 municipios,  que son: Amacuzac, Coatetelco, Coatlán del Río, Jojutla, Mazatepec, Miacatlán, Puente de Ixtla, Tetecala, Tlaquiltenango, Tlaltizapan, Xochitepec, Xoxocotla y Zacatepec.

## Diputados por el distrito
- LI Legislatura
  - (1979 - 1982): Lauro Ortega Martínez
- LII Legislatura
  - (1982 - 1985): Emma Victoria Campos Figueroa
- LIII Legislatura
  - (1985 - 1988): ¿?
- LIV Legislatura
  - (1988 - 1991): Pablo Torres Chávez
- LV Legislatura
  - (1991 - 1994): Felipe Ocampo Ocampo
- LVI Legislatura
  - (1994 - 1997): Gerardo Flores González
- LVII Legislatura
  - (1997 - 2000): Jesús Flores Carrasco
- LVIII Legislatura
  - (2000 - 2003): Bernardo Pastrana Gómez
- LIX Legislatura
  - (2003 - 2006): Rosalina Mazari Espín
- LX Legislatura
  - (2006 - 2009): José Amado Orihuela Trejo
- LXI Legislatura
  - (2009 - 2012): Rosalina Mazari Espín
- LXII Legislatura
  - (2012 - 2015): Andrés Eloy Martínez Rojas
- LXIII Legislatura
  - (2015 - 2018): Rosalina Mazari Espín
- LXIV Legislatura
  - (2018 - 2021): Jorge Argüelles Victorero
- LXV Legislatura
  - (2021 - 2024): Brenda Espinoza López